# Joert

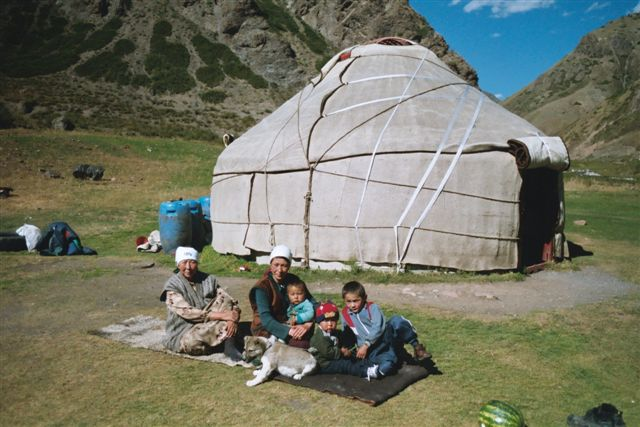
Kirgizische familie bij een joert in de buurt van het Issyk Koelmeer

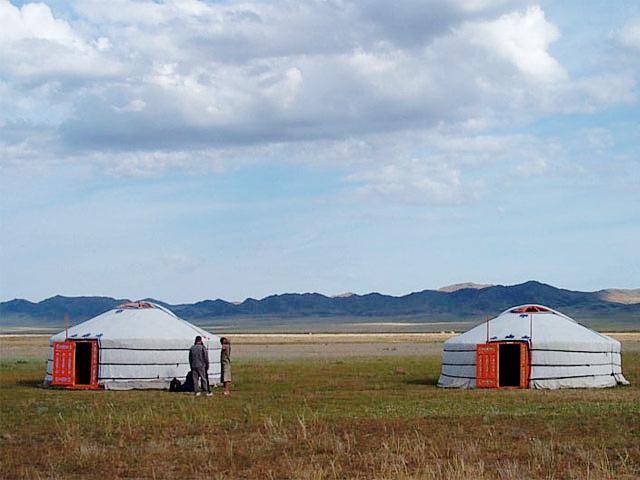
Twee joerten op de Mongoolse steppe

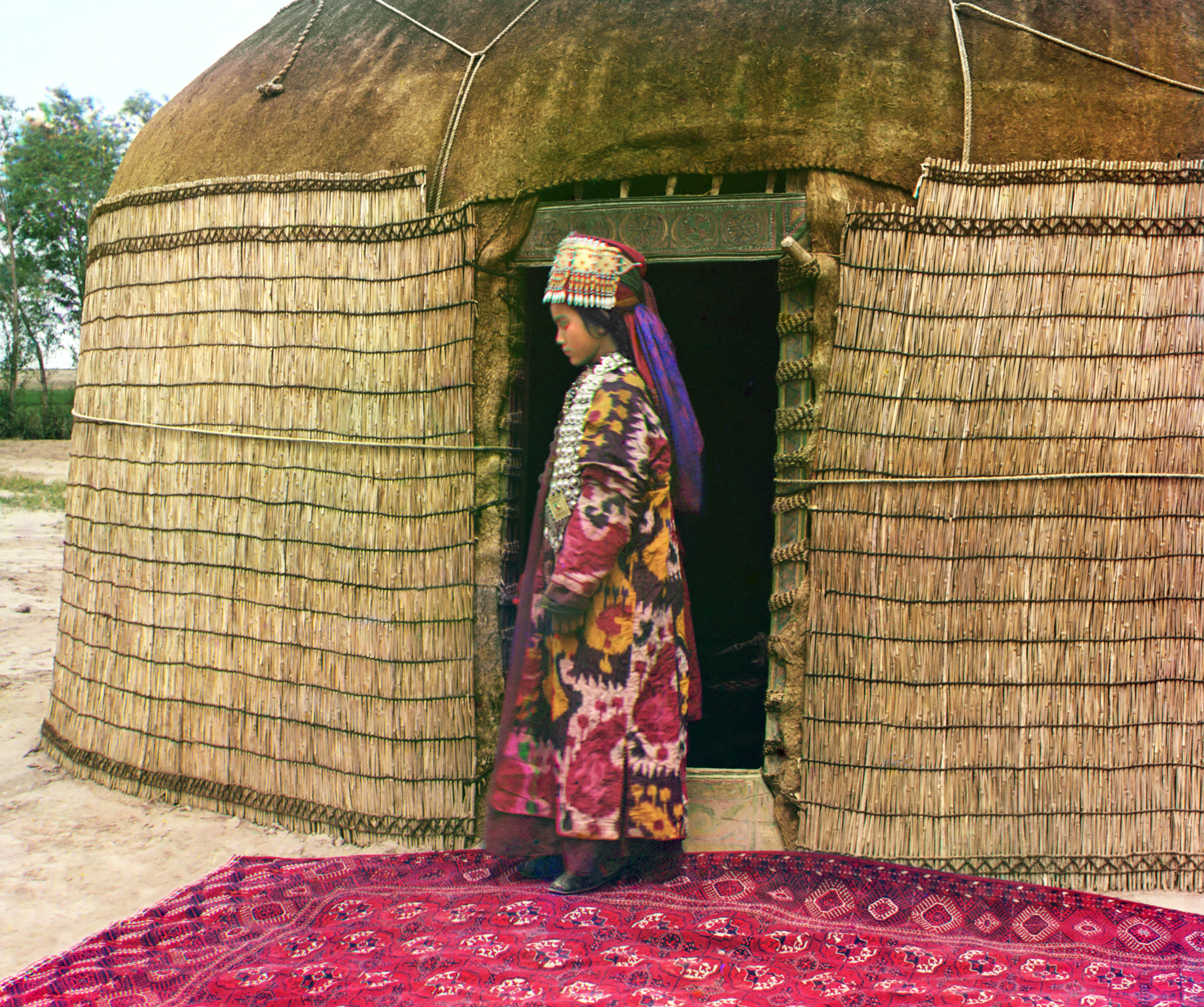
Oezbeekse vrouw voor de ingang van een joert in Turkestan; foto genomen door Prokudin-Gorskii in 1913

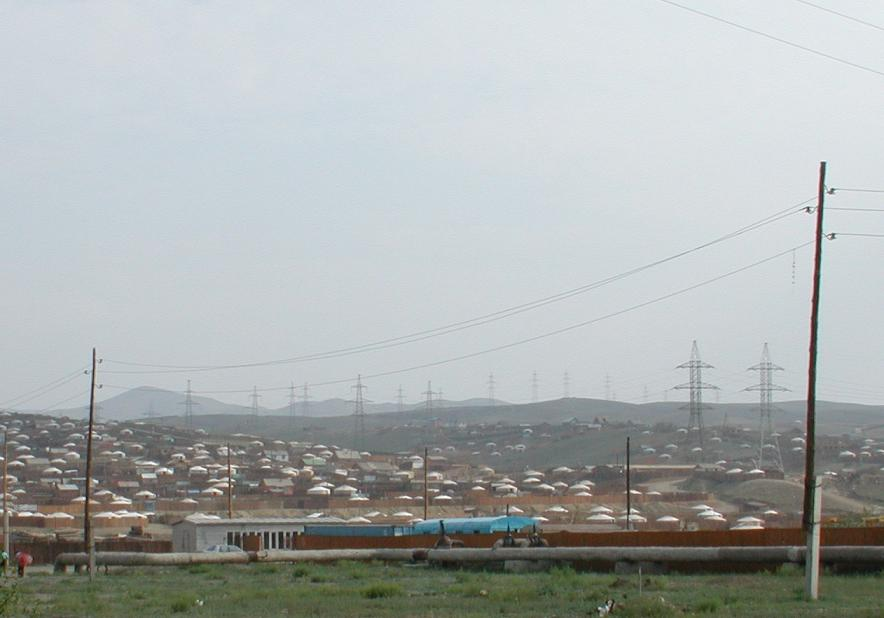
Joertennederzetting bij Ulaanbaatar (juli 2003)

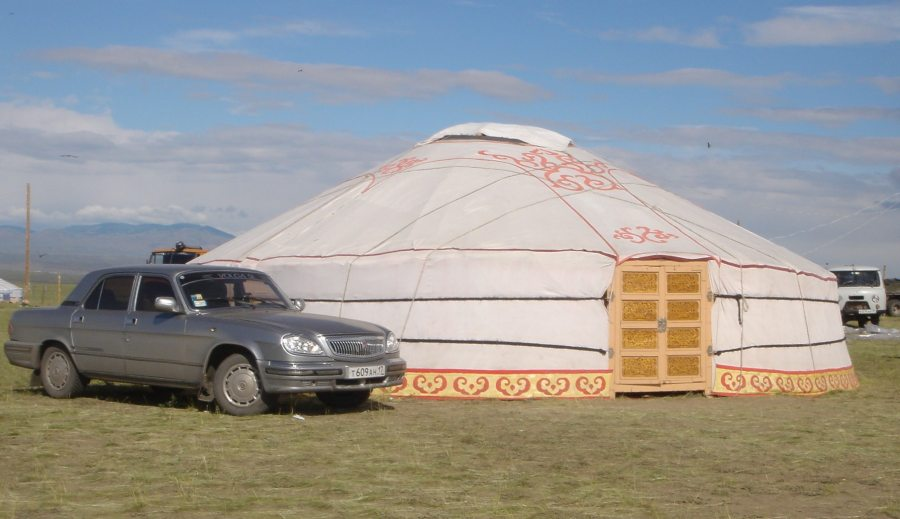
Joert in Tos Bulak (Toeva), (2005)

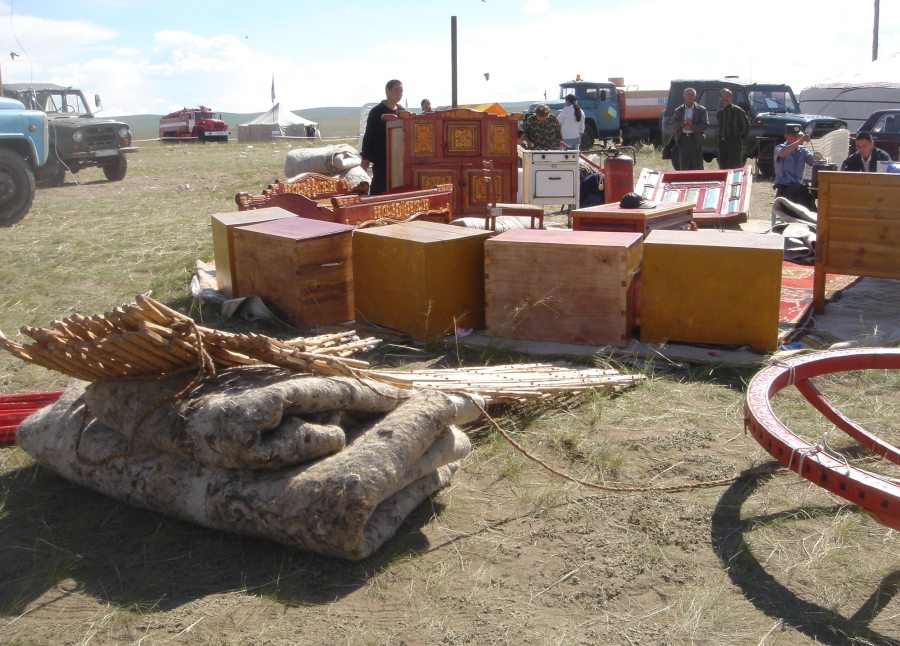
Het afbreken van een joert in Tos-Boelak

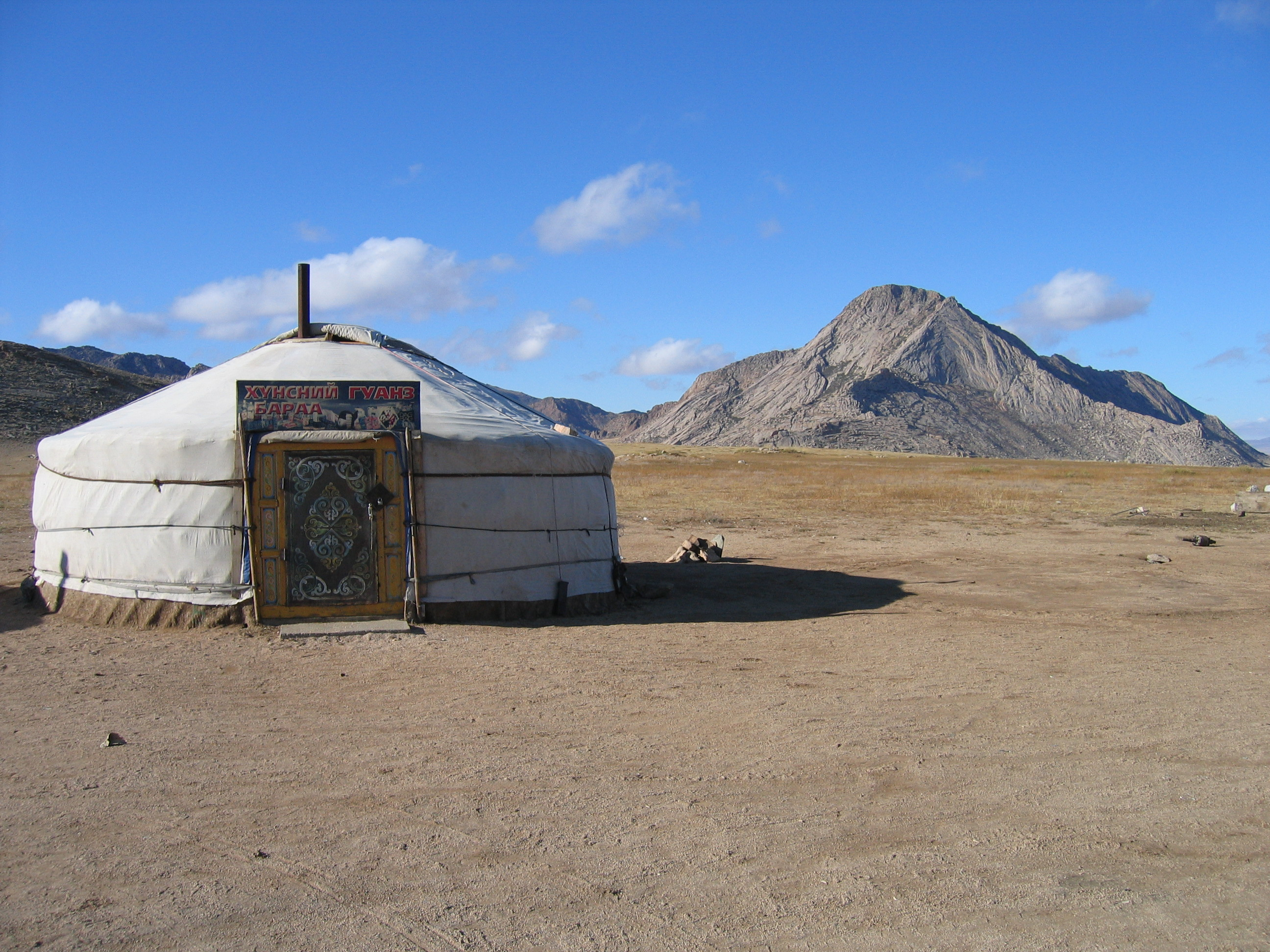
Joert in de Gobiwoestijn

Een joert is een traditionele ronde tent die vooral wordt gebruikt voor bewoning door rondtrekkende veenomaden, die schapen, geiten, kamelen en/of paarden houden, en die leven in de koude droge steppegebieden van Centraal-Azië. Men ziet joerten in Mongolië ook aan de rand van steden en in Kirgizië in meer bergachtige gebieden. 
Het woord "joert" is afgeleid van het Russische joerta en Joert wordt ook buiten Rusland het meest gebruikt, omdat de Russen in het verleden over veel Centraal-Aziatische gebieden hebben geheerst. De Russen hebben het woord geleend uit een Turkse taal. Eerder werd de joert in het Russisch kibitka genoemd. 
Lokale namen zijn:
- In Afghanistan en Pakistan: kherga/jirga of ooee
- Kazachs: kiyiz üy ("huidenhuis")
- Kirgizisch: öy of boizoi ("grijs huis")
- Mongools: ger
- Toevaans: ög

Het woord yurt staat in modern Turks meer synoniem voor "thuisland" dan voor de tent.
Van het woord orda voor de tentkampen die met joerten gebouwd werden is het woord 'horde' voor rondtrekkende (krijgs)volken afgeleid, zoals de Gouden Horde.

## Constructie
Een joert is een ronde vilten tent met min of meer verticale wanden. Een joert heeft meestal een deur en een ronde opening in het dak.

### Skelet
Het geraamte van de joert is opgebouwd uit een fijnmazig houten lattenwerk, bestaande uit voorgebogen muren (hanni), dakstokken (unni) en een centraal wiel (tono). Aan de tono is veelal een kachelpijp verbonden voor afvoer van de rook van de kachel. De tono zorgt ook voor de inval van licht in de joert. De kroon bestaat uit een losstaande ring met daarbinnen een aantal naar boven gebogen verstevigingen (genaamd de paardjes) verbonden met een klein wiel.
De wanden van de joert bestaan uit schaarvormig verbonden scharnierende latten die in- en uitplooibaar zijn. Het dak bestaat uit straalsgewijs naar binnen geplaatste houten palen, die als het ware zweven boven de joert en de verbinding vormen tussen de wanden en de kroon. Deze dakstokken zijn afhankelijk van de cultuur recht of gebogen. Aan de onderzijde rusten de dakstokken op de buitenwanden. De kroon wordt bij sommige typen joerten mede gedragen door één of meerdere steunen, de bagans. Om het skelet wordt een touw gespannen om het skelet tijdens de opbouw bijeen te houden.
Een joert heeft vaak een lage massiefhouten ingang, altijd op het zuiden gericht. De ingang bestaat uit een kozijn met een houten deur. Een zeer geschikte en veelvuldig toegepaste houtsoort voor het kozijn en de deur is lariks, omdat die rotvast is en heel sterk.

### Bedekking
Het houten skelet draagt de afdekking, dikke wollen viltdoek. Het vilt kan een eenmalige regenbui weerstaan, zoals in Mongolië voorkomt, en is daar dus voldoende. Voor een klimaat met meer neerslag wordt over het vilt een waterdichte liefst ademende (canvas) laag toegepast. Hierover wordt een opengeweven polyester hoes geplaatst, al dan niet met versiering. De bedekking wordt door drie banden tegen het skelet geklemd. De spanning is zo groot dat de gebogen muren zich rechten en zo de krachten van het dak beter kunnen opnemen. 
Het wiel wordt over het halve open deel dat op het noorden ligt afgedekt met een driehoekige urg die van hetzelfde materiaal, vilt en canvas is gemaakt. De urg is met behulp van drie touwen, aan elk touw een steen als gewicht, los op de joert gelegd. Dit is noodzakelijk omdat de joert op deze manier een overdrukventiel heeft dat opent en sluit bij een plotselinge windvlaag. Op deze manier wordt de joert niet opgelicht door een windvlaag, wat naast een vuur, de enige bedreiging is voor een joert. De overige helft van het wiel is voorzien van raampjes om het invallende licht volledig te kunnen benutten.

### Kracht en transport
De constructie van de joert maakt het mogelijk dat deze kan worden geplaatst zonder haringen. Zijn sterkte ontleent de joert aan een combinatie van hout, viltdoek en riemen. In een winderige omgeving is het wiel verbonden met een grote steen in het midden van de joert, dat is met de drie stenen van de urg en zijn eigen gewicht voldoende. Bij zware wind bijten de wanden (hannen) in de grond en worden de krachten op de muur overgebracht op de dakstokken (unni), hierdoor buigt de joert, maar blijft hij staan. Het is daarvoor noodzakelijk dat de wanden goede grip hebben op een stevige ondergrond.
De joert is door zijn ronde vorm goed geschikt voor Centraal-Aziatische steppes waar het hard kan waaien. De joert is relatief licht en kan daardoor gemakkelijk worden vervoerd door te dragen, op paarden, kamelen, of met een terreinwagen of kleine vrachtwagen.

## Typen joerten
Er vallen drie typen joerten te onderscheiden:
- De Mongoolse ger met relatief hoge wanden, rechte dakstokken en een zware kroon met vierkante gaten die rust op twee dakstokken
- De Kazachse/Kirgizische joert met lagere wanden, gebogen dakstokken en een lichte shangrak met ronde gaten
- De Binnen-Mongoolse ger met rechte dakstokken die op een scharnierende wijze zijn bevestigd aan de kroon ('tonoo'), die in tweeën deelbaar is

Deze typen joerten kunnen verder worden onderscheiden naar gewicht. De Mongoolse en Kazachse joerten zijn naar verhouding zwaarder dan de Kirgizische en Binnen-Mongoolse, doordat de eerste twee worden gebruikt in hoogvlaktes, terwijl de Kirgizische wordt geplaatst in berggebieden en de Binnen-Mongoolse relatief vaak moet worden verplaatst vanwege de arme grond daar.
In westerse landen zijn door enthousiastelingen nieuwe typen joerten ontworpen, die echter niet altijd meer strikt genomen kunnen worden aangeduid als 'joert', maar meer als een 'joertachtige' of afgeleide van een joert. Deze joerten lijken echter niet altijd meer op de oorspronkelijke typen. Ze zijn soms gemaakt voor extreme omstandigheden en moeilijk verplaatsbaar (het kost soms dagen om ze op te zetten), al zijn er ook joertmakers die exacte kopieën maken.

## Sociale en maatschappelijke functies
De inrichting van joert geeft de sociale en spirituele ordening van de daarin levende familie weer. Ieder familielid kent zijn plaats in de joert. Dat is nodig want de ruimte is minimaal. Zo loopt bijvoorbeeld, indien nodig, iedereen tegen de richting van de klok om botsingen te vermijden.
De joert gaat door zijn duurzaamheid en zelfconstructie vaak generaties mee. De ger, die door de Russen gestandaardiseerd is, heeft delen die gemakkelijk te vervangen zijn. Mongoliërs kunnen hun eigen joert samenstellen uit los gekochte onderdelen.
Binnen veel Centraal-Aziatische culturen heeft de joert een symbolische functie. Op de vlag van Kirgizië is een gestileerde afbeelding van de shangrak centraal weergegeven. In oude Kazachse gemeenschappen werd de kroon vaak behouden, terwijl de overige delen van de joert vaak gerepareerd of opnieuw opgebouwd werden. De kroon werd bij het sterven van de vader overgegeven aan zijn zoon.

## Hedendaags gebruik van de joert
In Mongolië, Kazachstan, Kirgizië, Oezbekistan, Turkmenistan, Xinjiang (China), grote gedeeltes van Rusland en Iran en zelfs in Centraal-Turkije wordt de joert nog steeds gebruikt. Veel van de nieuwe stadsbewoners van de Centraal-Aziatische landen leiden nog steeds een semi-nomadisch bestaan en wonen in de winter in joerten, omdat die dan warmer zijn dan woningen in de stad.
In Duitsland is ook een aangepast model ontwikkeld voor de scouting- en andere jeugdbewegingen aldaar.

## New age joerten
Door aanhangers van de newagebeweging zijn eigentijds varianten op de traditionele joert ontwikkeld. Deze varianten zijn sterk aangepast aan het veel nattere Europese klimaat en komen slechts ten dele overeen met de joerten uit Centraal-Azië. De joert wordt door deze mensen gezien als een interessant alternatief vanwege de lage prijs, de lage ecologische belasting, de makkelijke verplaatsbaarheid, de betrekkelijk goede warmte-isolatie en het grote gevoel van onafhankelijkheid dat met deze factoren gepaard gaat. Zij zien de joert als een geschikte manier om dicht bij de natuur te leven, bijvoorbeeld in dunbevolkte natuurgebieden.
In Angeren in de Betuwe werd in maart 2010 in een voormalige pruimenboomgaard een aantal joerten opgebouwd met hulp van Mongoliërs die in de Benelux woonden.
In de Ariège in Frankrijk werden in de herfst van 2009 achthonderd joerten geteld. Dat aantal was in 2010 gegroeid tot drieduizend. In Mongolië zijn er op drie miljoen inwoners zo'n achthonderdduizend joerten. Meer dan vijftig procent van de bevolking leeft in een joert.

## Afbeeldingen

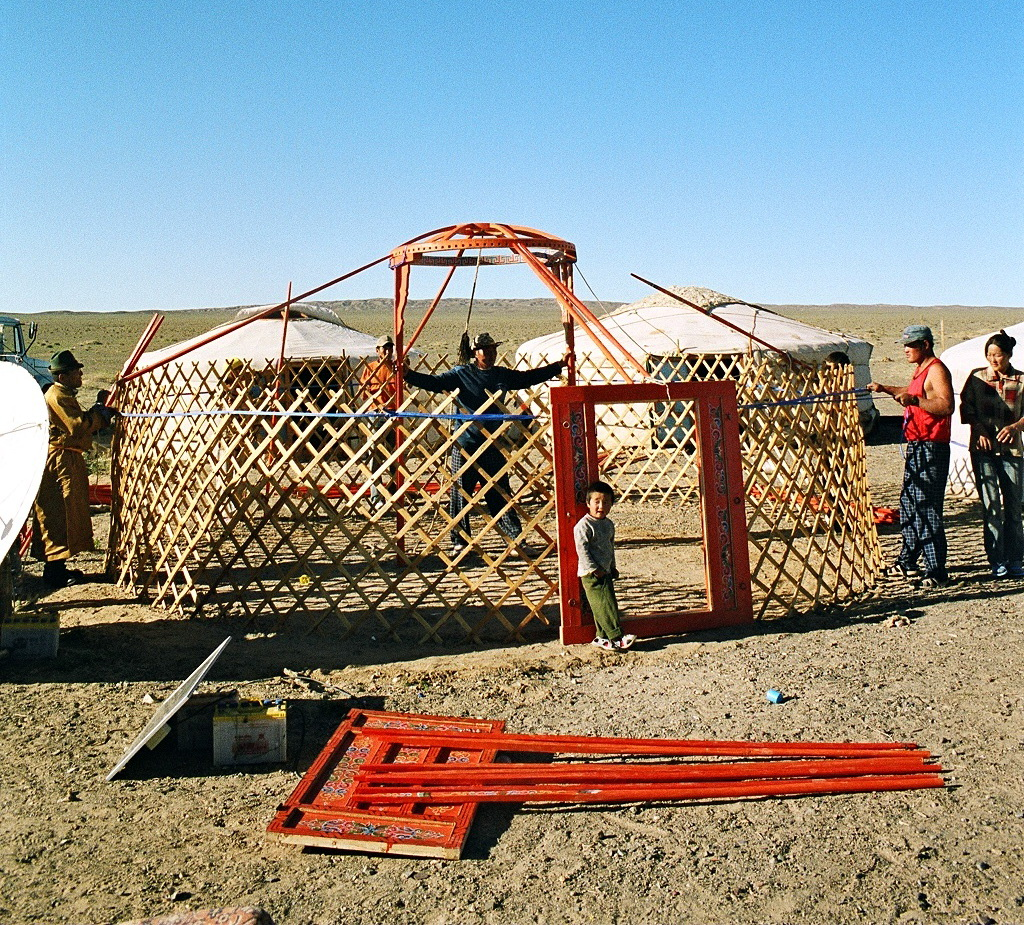
Starten van het plaatsen van de dakstokken en de kroon
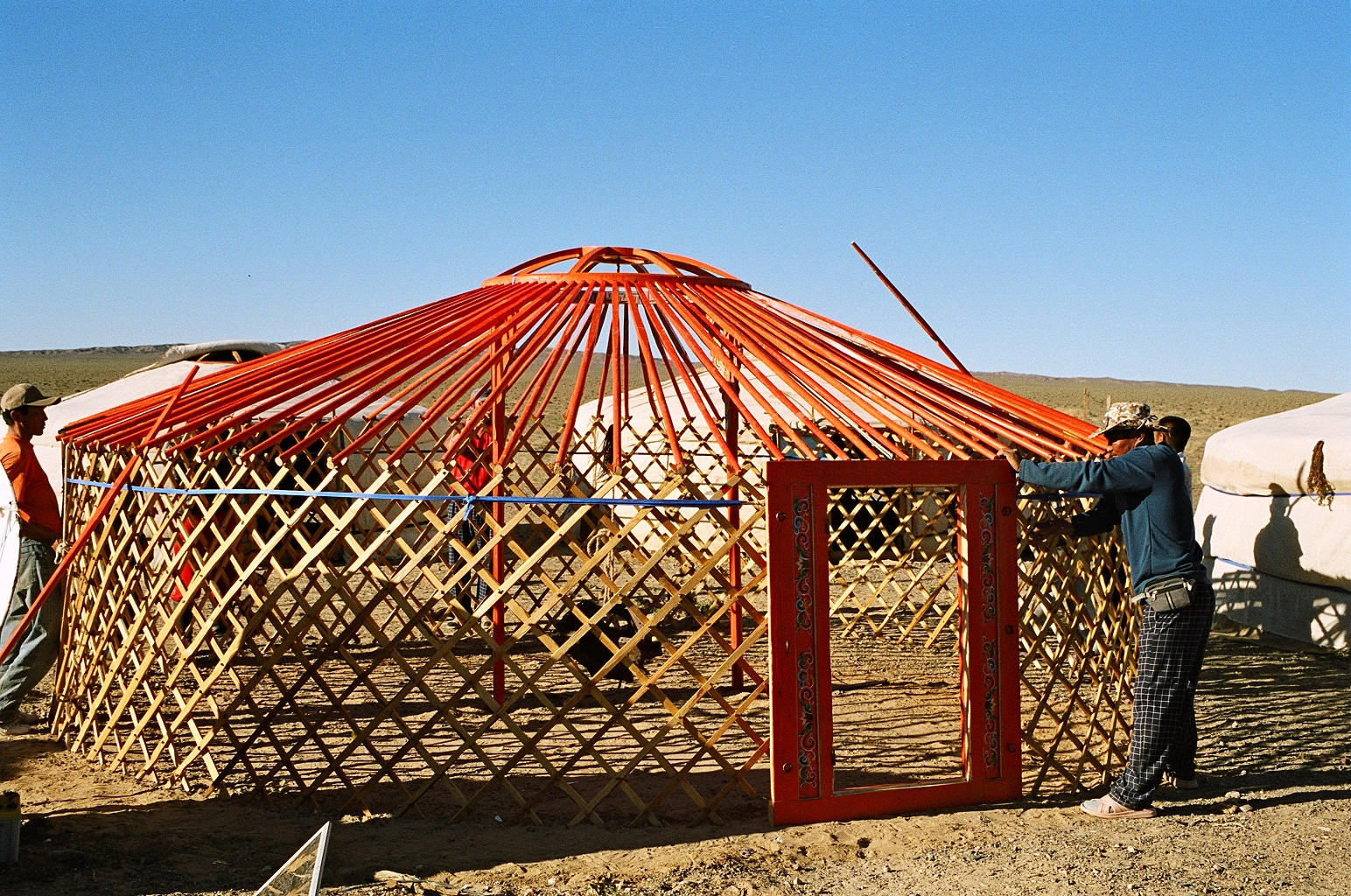
Dakstokken op hun plaats
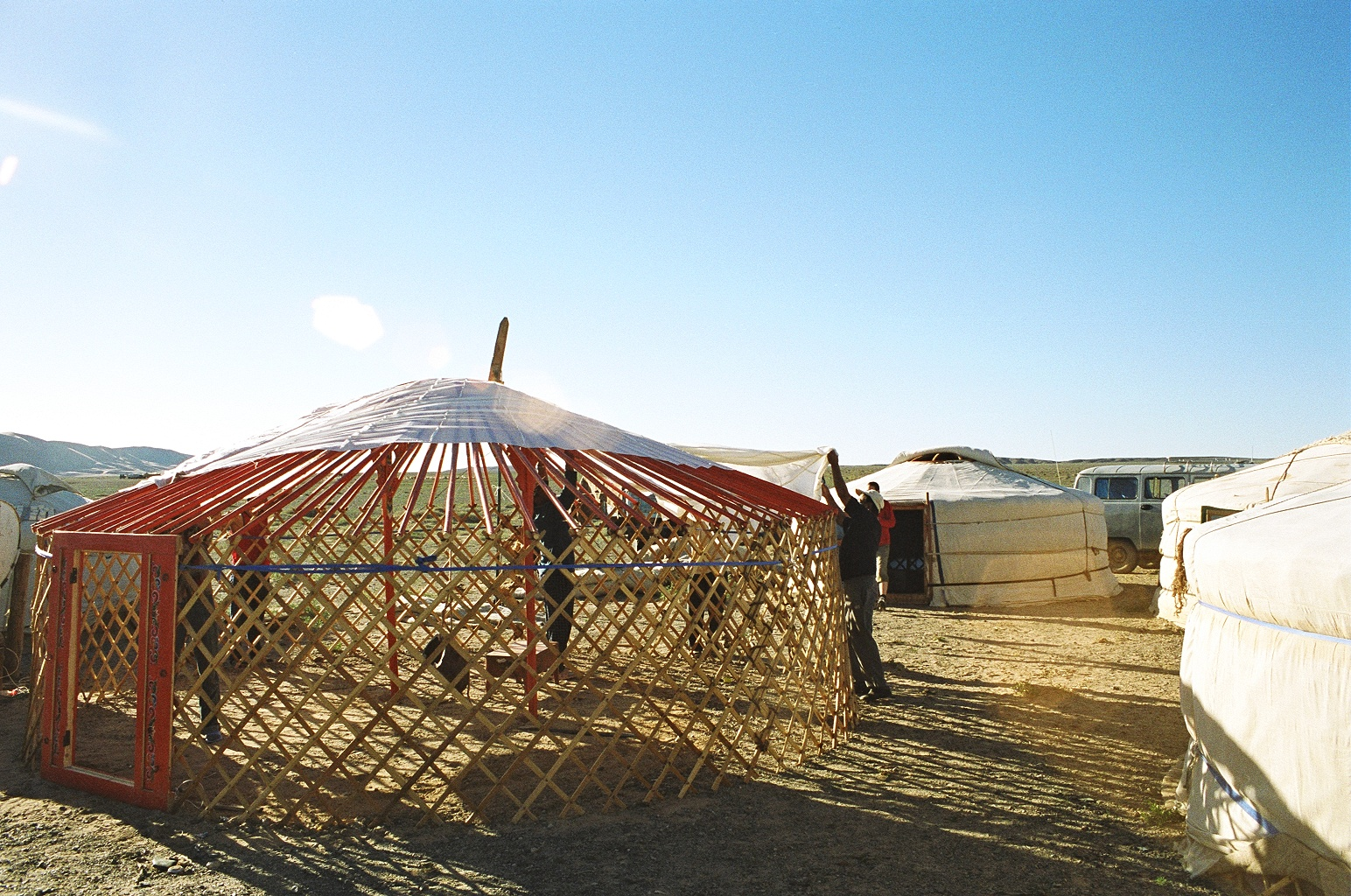
Plaatsing van de dunne binnenbedekking over het dak
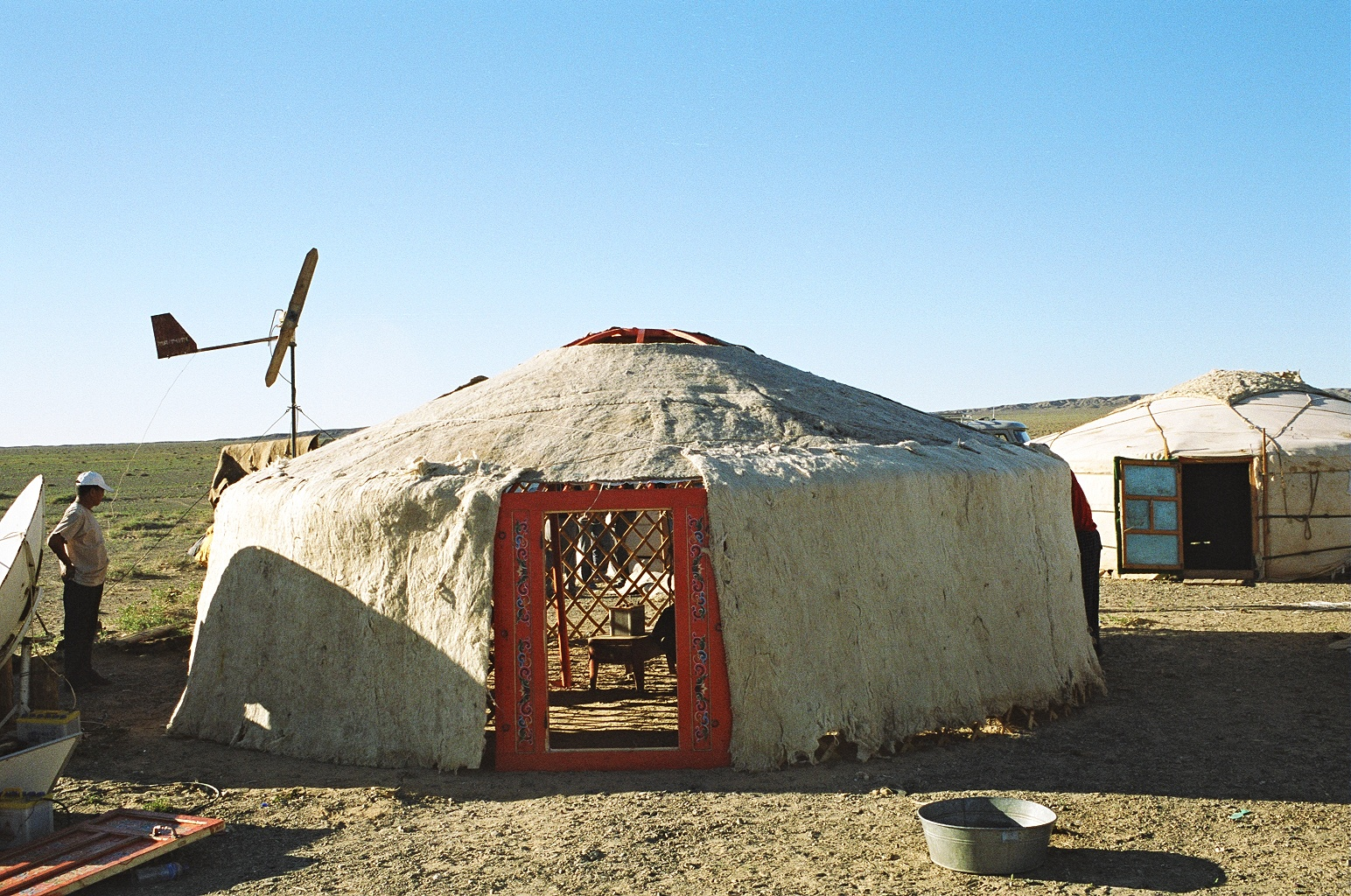
Plaatsing van de viltisolatie
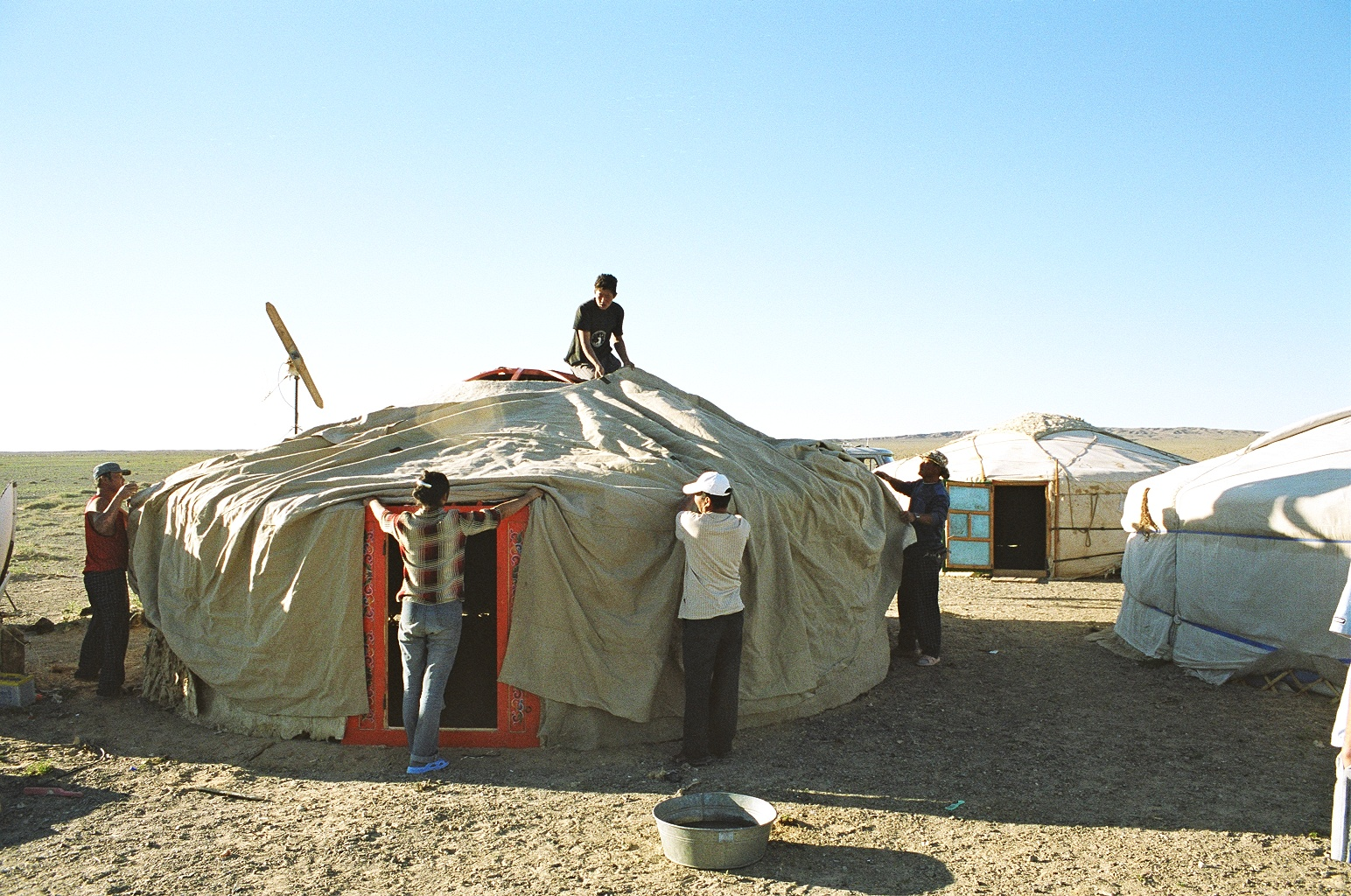
Plaatsing van het buitenste dekkleed
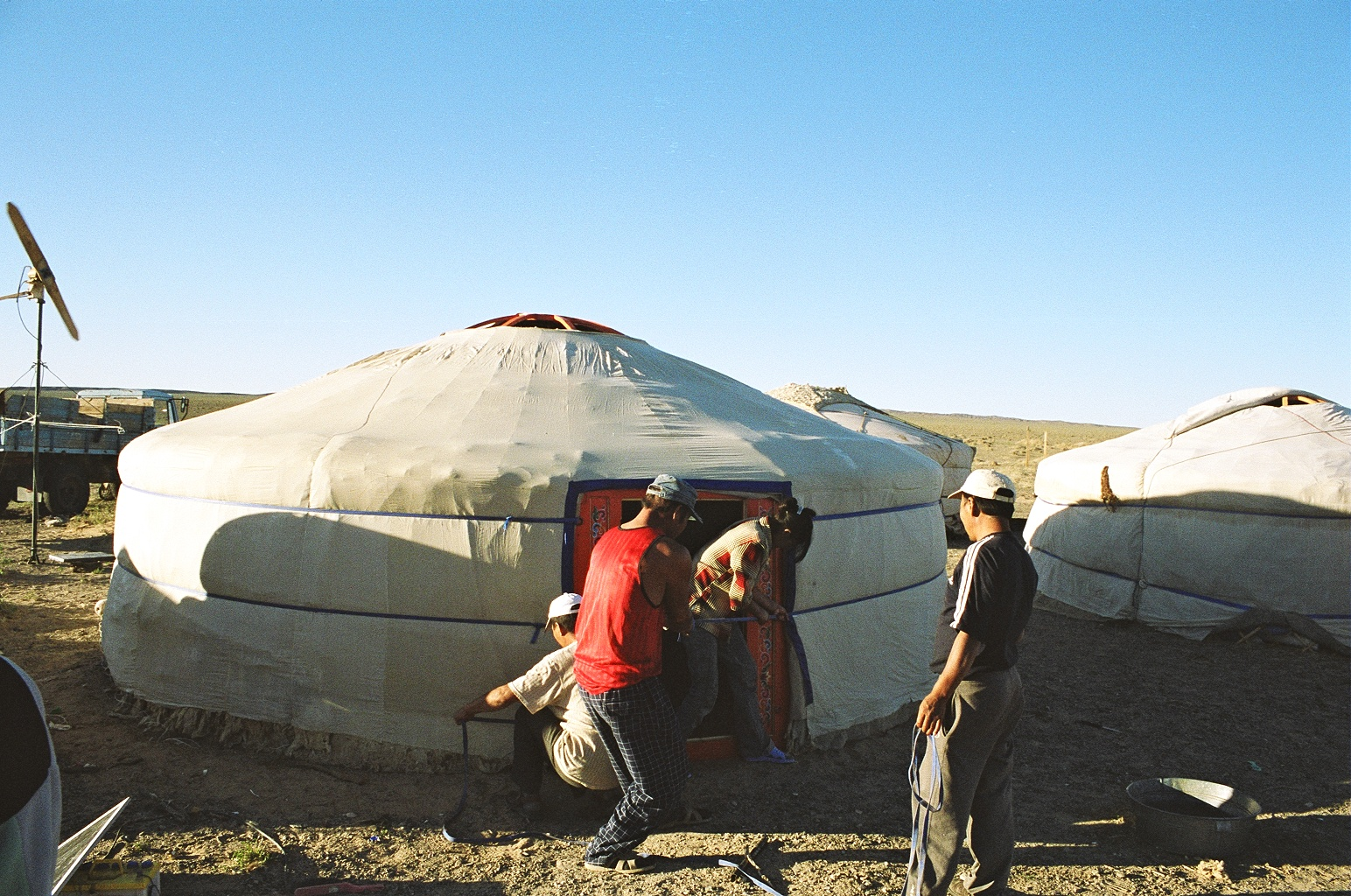
Vastzetten van de dekkleden en afwerking van de joert